# Loi favorisant la diffusion et la protection de la création sur internet
Lire en ligne

Lire sur Légifrance

La loi no 2009-669 du 12 juin 2009 favorisant la diffusion et la protection de la création sur internet, dite loi Hadopi 1 ou loi création et internet est une loi française qui vise principalement à mettre un terme aux partages de fichiers en pair à pair lorsque ces partages se font en infraction avec la législation sur les droits d'auteur. Cette loi comporte six chapitres et deux volets : le volet de riposte graduée et le volet d'amélioration de l'offre licite. La récidive est punie de manière croissante et le législateur parle de « riposte graduée ». Cette loi a créé la Haute autorité pour la diffusion des œuvres et la protection des droits sur Internet (Hadopi), organisme indépendant français de régulation, puis complétée par la loi Hadopi 2 du 31 décembre 2009.
La sanction la plus lourde prévue par cette loi était la coupure de l'accès à internet. Après une demande de l'ONU en 2011, le gouvernement français a abrogé cette sanction en 2013.

## Contexte législatif
Cette loi fait suite à la directive européenne 2001/29/CE transposée en droit français par la loi DADVSI qui cherche spécifiquement à protéger les droits d'auteur sur Internet. Elle a été complétée par une nouvelle loi, dite « Hadopi 2 » qui a été adoptée par le Sénat le 15 septembre 2009.
Après des passages devant de multiples instances de l'État (dans l'ordre, la Cnil, le Sénat, l'Assemblée nationale, une commission mixte paritaire, l'Assemblée nationale une deuxième fois), le Conseil constitutionnel en déclare certaines mesures clés contraires à la constitution, et la loi est promulguée, sans celles-ci, le 12 juin 2009.

## Champ d'application
La loi Création et Internet, avec ses articles non conformes à la constitution, avait pour but de :
- créer une autorité publique indépendante[3], la Haute Autorité pour la diffusion des œuvres et la protection des droits sur internet (Hadopi) ;
- instaurer une sanction administrative punissant spécifiquement le défaut de surveillance de son accès à l'Internet contre l'utilisation de celui-ci par un tiers pour la diffusion d'une œuvre auprès du public sans l'accord de ses ayants droit (obligation créée par la loi DADVSI mais alors non assortie de sanctions) ;
- mettre en œuvre ces sanctions selon la méthode de la « réponse graduée » : un courriel d'avertissement en guise de premier rappel à la loi, puis un courrier d'avertissement par lettre recommandée, et la coupure de la connexion Internet en dernier ressort ;
- faire de cette autorité un intermédiaire entre l'ayant droit, chargé de fournir les adresses IP des équipements informatiques suspectés de téléchargement illicite et le fournisseur d'accès à Internet, chargé d'identifier les abonnés et de procéder in fine à la coupure de leur accès à l'Internet.

La décision du Conseil constitutionnel interdit cette coupure, si elle n'est pas prononcée par un tribunal judiciaire, après débat contradictoire.

## Coûts de mise en œuvre et d'exploitation
Les coûts d'application de la nouvelle loi, y compris après sa mise en conformité avec la constitution, sont estimés par le ministère de la Culture à 6,7 millions d'euros. Les fournisseurs d'accès sont en désaccord total avec ces estimations ; d'après eux, les coûts atteindront plusieurs dizaines de millions d'euros (100 millions selon La Fédération française des télécoms). De plus, les internautes recevraient l'injonction d'installer sur leur ordinateur un logiciel de sécurisation payant et non interopérable,,.

## Historique

### Genèse du projet
La loi relative au droit d'auteur et aux droits voisins dans la société de l'information (DADVSI), votée le 30 juin 2006, prévoyait la mise en place d'une « réponse graduée », transformant en simple contravention la mise à disposition du public d'œuvres protégées sans l'autorisation de leurs ayants droit, qui constitue actuellement un délit, sanctionné de peines pouvant aller jusqu'à 300 000 euros d'amende et trois ans de prison.
Afin d'introduire un dispositif qui s'ajoute aux sanctions pénales, la ministre de la Culture et de la Communication, Christine Albanel, confie, le 5 septembre 2007, à Denis Olivennes, patron de la Fnac, une mission ayant pour but de proposer une nouvelle modalité de « réponse graduée », compatible avec la décision du Conseil constitutionnel, après consultation des acteurs de la propriété intellectuelle et de l'Internet. Denis Olivennes présente le résultat de sa mission le 23 novembre 2007 dans un rapport où il propose principalement la création d'une autorité administrative qui gèrerait un système de messages d'avertissements puis de sanctions non pénales destinées à prévenir et, en cas de multiples récidives, à sanctionner le « téléchargement illégal ».
Ses propositions sont reprises dans les « accords Olivennes », renommés après coup « accords de l'Élysée », signés, en novembre 2007, par 46 entreprises et organisations représentatives du monde de la culture (cinéma, musique, télévisuel) et de l'Internet (fournisseurs d'accès). Les FAI s'y engagent à couper l'accès de leur client, et à filtrer leurs accès. Ce texte sert donc de base à la loi Hadopi.
Ces accords sont dénoncés peu de temps après par plusieurs entreprises signataires, comme Free,, Orange, SFR et Numéricable.
À ces entreprises contestataires, il faut rajouter Dailymotion, qui refusa de parapher le texte, qui comme Xavier Niel de Free, dénonce les conditions dans lesquelles ces accords ont été signés : ils ont été prévenus vingt-quatre heures avant la signature, ils n'avaient pas la possibilité de garder le texte avec eux, et Xavier Niel estime que chaque signataire a très bien pu signer pour un texte différent,.

### Projet de loi

#### Consultation de la Cnil
Conformément à l’article 11.4 de la loi de 1978, la Cnil doit être « consultée sur tout projet de loi ou de décret relatif à la protection des personnes à l’égard des traitements automatisés ».
En décembre 2007, la Cnil, à la suite d'une décision du Conseil d'État annulant les refus d'autorisation de collecter les adresses IP dans le cadre de la lutte contre les téléchargements illégaux, opposés par la Cnil à des sociétés d'auteurs, a permis dans certaines conditions aux ayants droit de faire effectuer des constats de contrefaçon et de conserver les adresses IP associées.
En mai 2008, la Cnil est consultée sur le projet de loi Hadopi. Bien que gardé secret par le gouvernement, le rapport de la Cnil a été révélé par La Tribune. Ses positions sont confirmées plus tard par son président. Plusieurs reproches à la loi s'y font jour :
- constatant que le seul motif du gouvernement est de préserver les revenus de l'industrie du loisir, elle déplore le manque d'études démontrant clairement le rôle du partage de fichiers dans la perte de revenus de cette industrie qui est par ailleurs en pleine mutation vers les formats numériques ;
- la coupure de la connexion à l'Internet pourrait aussi couper le téléphone et la télévision ;
- la surveillance des employés par leur employeur imposée par la loi comporte un risque de surveillance individualisée ;
- l'Hadopi pourra accéder à des données personnelles sans l'intervention d'une procédure judiciaire, ce que le Conseil constitutionnel a déjà rejeté[20] ;
- l'Hadopi pourra accéder à des données de trafic personnel, ce qui peut porter atteinte à la vie privée ;
- les plaignants auront le choix entre trois procédures pour porter plainte ;
- la limite entre la vie privée et la surveillance de l'Internet n'est pas clairement définie ;
- l'envoi de courriers par la Haute autorité n'est pas obligatoire ; la connexion peut être directement coupée. Ce choix dans la sanction pourrait être arbitraire.

En conclusion, elle émet un avis critique sur ce projet de loi et estime qu'il n'offre pas « les garanties nécessaires pour assurer un juste équilibre entre le respect de la vie privée et le respect des droits d’auteur ».
Parallèlement, l'Arcep rappelle que les opérateurs de téléphonie ont l'obligation de maintenir l'accès aux services d'urgence, ce qui nécessitera un temps d'adaptation des réseaux des FAI, afin de séparer la téléphonie de l'Internet pour les offres groupées.
Alex Türk, président de la Cnil mais aussi sénateur, malgré l'avis défavorable de son institution, va voter « pour » le projet Hadopi, en première lecture comme lors du vote final du 13 mai.

#### Discussions au Parlement
Le 18 juin 2008, le projet de loi est présenté en Conseil des ministres par Christine Albanel, puis déposé au Sénat. Le 25 juin, Michel Thiollière, auteur du rapport sur le projet de loi DADVSI pour le Sénat puis à la commission mixte paritaire, a été nommé rapporteur par la Commission des affaires culturelles du Sénat. Le gouvernement a déclaré l'urgence sur ce projet de loi le 23 octobre 2008, limitant les débats à une lecture par Chambre. Le texte est adopté à l'unanimité en 1re lecture par le Sénat le 30 octobre 2008.
Le 11 mars 2009, le texte est examiné à l'Assemblée nationale où il a été modifié puis il est adopté le 2 avril 2009 par 16 députés. Il n'y a pas de deuxième lecture au Sénat, puisque la procédure d'urgence a été déclarée par le gouvernement.
Le 7 avril 2009, en raison de la procédure d'urgence, une commission mixte paritaire composée de 7 députés et de 7 sénateurs élabore un texte commun.
Le 9 avril 2009, le texte commun est adopté par le Sénat puis rejeté par l'Assemblée nationale avec 21 votes contre et 15 votes favorables. Jean-François Copé, président du groupe UMP qui n'était pas présent lors du vote, dénonce un « coup » des socialistes,. Selon les députés Patrick Bloche et Lionel Tardy, le texte proposé par Christine Albanel n'a pas convaincu les députés de la majorité et s'est heurté à la forte mobilisation de l'opposition. La secrétaire nationale des Verts, Cécile Duflot, et le député Nicolas Dupont-Aignan dénoncent le passage en force du gouvernement.
Le 29 avril 2009, le texte revient devant l'Assemblée nationale pour une première séance, les débats sont houleux et la majorité estime qu'après quarante heures de débats, il n'y a plus lieu de discuter mais de voter,. Des députés de la majorité opposants au texte, Christian Vanneste (rapporteur du projet de loi DADVSI) et Lionel Tardy, sont privés de micro durant cette séance par le président du Groupe UMP, Jean-François Copé.
Le texte du projet de loi a déjà fait entre-temps l'objet de plus de 500 amendements dont 200 amendements votés en seulement vingt minutes, un rythme de vote dénoncé par Christian Paul.
Le vote final a eu lieu le 12 mai 2009. Il y a eu 557 votants, 529 votes exprimés, la majorité absolue était donc fixée à 265. 296 députés ont voté pour, 233 contre. La majorité a principalement voté pour (284 pour et 6 contre (17 abstentions)) et la gauche contre (1 pour et 190 contre (6 abstentions)),.
Le 13 mai, au lendemain de son adoption par l'Assemblée, le Sénat vote également le texte dans les mêmes termes par 189 voix contre 14,.

#### Conseil constitutionnel
Le 19 mai 2009, le Conseil constitutionnel est saisi sur 11 griefs d'inconstitutionnalité,. Le gouvernement de son côté présente ses arguments. Le 10 juin 2009, le Conseil rend sa décision. Selon lui, « la libre communication des pensées et des opinions est un des droits les plus précieux de l'homme ; […] eu égard au développement généralisé des services de communication au public en ligne ainsi qu'à l'importance prise par ces services pour la participation à la vie démocratique et l'expression des idées et des opinions, ce droit implique la liberté d'accéder à ces services » (point 12), « eu égard à la nature de la liberté garantie par l'article 11 de la Déclaration de 1789, le législateur ne pouvait […] confier les pouvoirs (de restreindre ou d'empêcher l'accès à internet) à une autorité administrative dans le but de protéger les droits des titulaires du droit d'auteur et de droits voisins » (point 16), « l'article L. 331-38 opère un renversement de la charge de la preuve et institue une présomption de culpabilité, en méconnaissance des exigences résultant de l'article 9 de la Déclaration de 1789 » (point 18). Pour ces raisons, il déclare (article 1) contraires à la Constitution les articles autorisant la coupure de l'accès à l'Internet hors d'une décision judiciaire. En revanche, le premier volet est validé sous réserves : la collecte et le traitement des données devront faire l'objet d'une autorisation de la part de la CNIL.
Le Conseil Constitutionnel considère également, concernant le filtrage « que l’article L. 331-32 a pour seul objet de favoriser l’utilisation des moyens de sécurisation; qu’il revient au pouvoir réglementaire de définir les conditions dans lesquelles ce label sera délivré ; […] que [ces] dispositions […] ne sont pas entachées d’incompétence négative » (point 35) et « qu’en permettant aux titulaires […] et aux personnes habilitées à les représenter, de demander que le tribunal de grande instance ordonne, à l’issue d’une procédure contradictoire, les mesures [de blocage], le législateur n’a pas méconnu la liberté d’expression et de communication » (point 38). Le Conseil, déclarant non conformé à la constitution de ce fait deux passages de l'article L331-32, ouvre donc une réserve d'interprétation en décidant que les filtres doivent être définis par un « pouvoir réglementaire », non par la HADOPI, et en soumettant ces mesures au recours judiciaire,,.

#### Promulgation
Le 12 juin 2009, le président Nicolas Sarkozy promulgue les articles conformes à la constitution de la loi.

#### Union européenne
Le 10 avril 2008, le Parlement européen adopte une résolution qui engage les États membres à « éviter l'adoption de mesures allant à l'encontre des droits de l'homme, des droits civiques et des principes de proportionnalité, d'efficacité et d'effet dissuasif, telles que l'interruption de l'accès à l'Internet ». Une résolution n'a pas force de loi mais indique la volonté du Parlement.
En juillet 2008, le projet de loi est notifié à la Commission européenne, qui n'a pas émis de réserves, car il ne présente pas de contradiction avec les directives européennes qui ont cours.
Le paquet télécoms est un ensemble de directives qui devront obligatoirement être transposées dans les lois de chaque pays membre. À l'origine, ce paquet n'a pas l'intention de réguler les contenus des réseaux de télécommunications, mais uniquement de régler des problèmes de concurrence communautaire.
En septembre 2008, la Commission européenne tente de rajouter au paquet télécoms, des modifications validant le concept de riposte graduée.
Le 24 septembre 2008, en première lecture du paquet télécoms, le Parlement vote à 88 % pour l'amendement 138 qui dit : « Aucune restriction ne peut être imposée à l'encontre des droits fondamentaux et des libertés des utilisateurs finaux, sans décision préalable des autorités judiciaires, notamment conformément à l'article 11 de la Charte des droits fondamentaux de l'Union européenne sur la liberté d'expression et d'information, sauf si la sécurité publique est menacée. » Selon les interprétations de ses rédacteurs (Guy Bono, Daniel Cohn-Bendit et Zazana Roithová) et les opposants au texte de loi Hadopi, cet amendement empêcherait de confier à une autorité publique le droit de couper l'accès à l'Internet à un individu, sans le recours à un juge, et donc à un débat contradictoire.
Le 4 octobre, le président Nicolas Sarkozy envoie une lettre au président de la Commission, M. José Manuel Barroso, lui demandant de retirer l’amendement. Mais le 6 octobre, la Commission européenne rejette officiellement la demande du président français, ne voulant pas privilégier un État membre par rapport aux autres. Le 21 octobre, la Commission européenne annonce retenir l'amendement 138.
Le 20 novembre 2008, la France alors chargée de la présidence de l'Union européenne, décide de retirer cet amendement avant de présenter le texte au Conseil de l'Union européenne.
En mars 2009, il est annoncé que l'amendement 138 sera de nouveau présenté au Parlement européen en deuxième lecture, sous le numéro 46. Cette fois, il est présenté par la rapporteuse elle-même. Dans sa version finale, l'amendement insiste encore plus sur l'obligation d'un jugement équitable avant toute coupure d'Internet.
Le 23 mars 2009, le rapport Stavros Lambrinidis est voté. Il recommande de créer une directive européenne interdisant la surveillance automatisée de l'Internet et considère le droit à l'éducation par l'Internet comme fondamental. Le rapport Medina Ortega, qui préconisait le principe de riposte graduée, est reporté sine die.
Le 21 avril 2009, le paquet télécoms est soumis au vote de la Commission ITRE. La présentation de l'amendement 46 à l'Assemblée Européenne est accepté à 40 voix pour et 4 contre.
Le 28 avril 2009, un nouveau compromis sur l'amendement 46, devant satisfaire la Grande-Bretagne et la Pologne, est trouvé. Le compromis est validé le 29 avril 2009 par le Conseil de l'Union européenne mais le texte original de l'amendement 138 est déposé en parallèle par des députés qui jugent le compromis trop ambigu.
Du 5 mai 2009 au 7 mai 2009, le paquet télécoms passe en deuxième lecture à l'Assemblée européenne. Le 6 mai 2009, après plusieurs rebondissements quant à l'ordre des deux amendements concurrents, l'amendement reprenant le texte original de l'amendement 138 est voté à 404 voix pour et 57 voix contre. L'amendement 46 résultant du compromis avec le Conseil tombe (car sans objet, puisque le texte a été modifié par l'amendement concurrent). Les 12 et 13 juin 2009, le texte est examiné par le Conseil de l'UE.

### Projet de loi complémentaire

#### Présentation en Conseil des ministres
Le 24 juin 2009, le projet de loi complémentaire est présenté en Conseil des ministres par la Garde des Sceaux nouvellement nommée Michèle Alliot-Marie. L'étude d'impact, qui accompagne le texte, a permis au Conseil d'État d'approfondir son examen critique.
Le projet « autorise les agents de la Haute autorité (HADOPI) à constater les infractions et à recueillir les observations des personnes concernées. Il permet à la justice de recourir à des procédures simplifiées par la voie d’ordonnances pénales et devant le tribunal correctionnel siégeant à juge unique. Les atteintes au droit d'auteur et aux droits voisins commises sur l'Internet pourront être sanctionnées par la suspension de l'abonnement ». Le Ministère de la Culture n'est plus directement impliqué.
Le gouvernement ayant décrété l'urgence sur ce projet de loi, il n'est prévu qu'une unique lecture dans les deux chambres.

#### Sénat: lecture unique
Le 24 juin 2009, le projet de loi est déposé, avec le no 498, devant le Sénat pour y être discuté les 8 et 9 juillet 2009, le rapporteur étant de nouveau Michel Thiollière. Le texte a été voté au Sénat le 8 juillet et transmis à l'Assemblée nationale le 9 juillet 2009 sous le no 1831.

#### Assemblée nationale: lecture unique
Exclue de la loi Hadopi 1, la surveillance des courriels avait été réintroduite au Sénat à la surprise de nombreux députés qui ont adopté le 16 juillet 2009 en commission des affaires culturelles un amendement de l'UMP Lionel Tardy les excluant de nouveau du projet de loi, et un second amendement prévoyant que le seul abonnement Internet coupé soit celui sur lequel l'infraction a été constatée.
La lecture devait commencer le 21 juillet 2009 pour se terminer dans la semaine, mais la faible mobilisation des députés UMP (et l'usage du coup du rideau, par l'opposition) lors de la dernière réunion de la Commission des affaires culturelles pour l'étude des amendements a rendu illusoire la possibilité d'un vote en juillet, qui se trouve donc repoussé par Bernard Accoyer à septembre.
Le 15 septembre 2009, le texte est adopté à 285 voix contre 225. Son passage en commission mixte paritaire est alors planifié pour le 22 septembre 2009.

#### Conseil constitutionnel
Le 22 octobre 2009, le conseil constitutionnel valide le texte, ne déclarant contraire à la constitution que le point considéré mineur des dispositions de la loi permettant au juge de statuer par ordonnance pénale sur la demande de dommages et intérêts,.

#### Décrets d'application
Le décret no 2009-1773 du 31 décembre 2009 institue la création de la Hadopi, ainsi que la composition du collège.

## Objectifs et mesures

### Une autorité publique indépendante: l'Hadopi
Le projet de loi propose la création d'une autorité publique indépendante, la Haute Autorité pour la diffusion des œuvres et la protection des droits sur internet ou « Hadopi », autorité publique indépendante chargée de la surveillance des droits d'auteur sur l'Internet. Elle remplacerait l'Autorité de régulation des mesures techniques (ARMT), créée par la loi DADVSI (2006).
Cette Haute Autorité aurait plusieurs missions. Elle serait chargée du suivi de l'interopérabilité des dispositifs de DRM, de l'élaboration d'études sur la question des droits d'auteur (« offre légale », liens contrefaçon - vente en ligne, etc.) et de la surveillance des droits d'auteurs sur l'Internet. Elle aurait également pour mission d'évaluer les techniques de filtrage et tatouage des contenus : « L'Hadopi évalue (…) les expérimentations conduites dans le domaine des techniques de reconnaissance des contenus et de filtrage par les concepteurs de ces technologies, les titulaires de droits sur les œuvres et objets protégés et les personnes dont l’activité est d’offrir un service de communication au public en ligne. »
Il est aussi prévu de faire de cette autorité un intermédiaire entre l'ayant droit (chargé de fournir les adresses IP des abonnés suspectés d'avoir manqué à l'obligation de surveillance) et le fournisseur d'accès à Internet (chargé d'identifier les abonnés et de procéder in fine à la coupure de leur accès à l'Internet).
Lors de la présentation du budget 2009 du ministère de la Culture, un budget de fonctionnement hors personnel de 6,7 millions d'euros a été prévu.
L'indépendance de cette Haute Autorité est contestée par les opposants au projet de loi, considérant que le président de l'Hadopi sera nommé par le pouvoir exécutif, via décret.

### Réponse graduée ou mécanisme de «désincitation»
La loi Création et Internet ne remplacerait pas les sanctions existantes prévues en matière de contrefaçon, punie par le code pénal. Elle rajouterait à ces sanctions un dispositif parallèle. La mise en œuvre des sanctions serait graduelle et aurait lieu en trois étapes selon la méthode dite de la « riposte graduée », deux étapes préventives puis éventuellement une étape finale répressive : d'abord un courrier d'avertissement par courrier électronique, puis un courrier d'avertissement par lettre recommandée, et enfin la suspension de l'abonnement à l'Internet. C'est le titulaire de l'abonnement qui recevrait ces courriers.
La durée de suspension temporaire de l'abonnement serait assortie de l'interdiction de se réabonner pendant cette durée. Elle était initialement envisagée pour une période complète d'un an. Le Conseil d'État, dont l'avis n'est connu que du gouvernement, aurait réduit cette sanction à une durée comprise entre 3 mois et 1 an. L'internaute pourrait ramener la durée de cette suspension entre 1 et 3 mois en acceptant de « transiger » avec la Haute Autorité, sous la forme d'un engagement à ne pas renouveler son comportement ; pour cela il doit déclarer qu'une action illégale a bien eu lieu et qu'il en est lui-même l'auteur (personnellement en tant que détenteur de l'abonnement) . Et plutôt que d'offrir à l'internaute la possibilité de saisir le tribunal administratif face à une décision de suspension, le Conseil d'État aurait jugé préférable de lui donner accès à l'ordre judiciaire (tribunaux de police ou d'instance).
La suspension de l'abonnement à l'Internet n'en suspend pas le paiement auprès du fournisseur d'accès ; dans le cas d’offres « triple play », la coupure ne doit donc pas avoir d'incidence sur les services de télévision ou de téléphonie. Avec la possibilité d'autres poursuites par les ayants droit, le principe d'une double peine s'instaure donc, pour l'internaute sanctionné, selon les opposants à la loi.
Le projet de loi prévoit également que le rapprochement entre les adresses IP et l'identité des titulaires de ligne pourra être effectué par les fournisseurs d'accès à l'Internet à la demande de la Haute Autorité, et non plus seulement du juge judiciaire comme c'est actuellement le cas dans les procès engagés sur le fondement du délit de contrefaçon.
Les eurodéputés participent au débat quant à la suspension de l'accès à l'Internet sans décision judiciaire. Ainsi, l'amendement 138 de la réforme européenne du Paquet Télécom, adopté le 24 septembre 2008 contient : « en appliquant le principe selon lequel aucune restriction ne peut être imposée aux droits et libertés fondamentaux des utilisateurs finaux de l'Internet sans décision préalable des autorités judiciaires, notamment conformément à l'article 11 de la charte des droits fondamentaux de l'Union européenne concernant la liberté d'expression et d'information, sauf lorsque la sécurité publique est menacée, auquel cas la décision peut intervenir ultérieurement ». Écarté du Paquet Télécom par le Conseil de l'Union européenne, l'amendement est réintroduit sous le numéro 46 par le rapporteur et ancienne ministre de la culture, Catherine Trautmann, dans son projet de recommandation pour la deuxième lecture. Le 10 avril 2008, une résolution a été adoptée par le Parlement européen à 314 voix contre 297, enjoignant aux États membres de « reconnaître que l'Internet est une vaste plate-forme pour l'expression culturelle, l'accès à la connaissance et la participation démocratique à la créativité européenne, créant des ponts entre générations dans la société de l'information, et, par conséquent, à éviter l'adoption de mesures allant à l'encontre des droits de l'homme, des droits civiques et des principes de proportionnalité, d'efficacité et d'effet dissuasif, telles que l'interruption de l'accès à l'Internet. »
L'internaute est tenu de protéger son accès à l'Internet : il y aurait l'instauration d'une sanction administrative punissant spécifiquement le défaut de surveillance de son accès internet (obligation créée par la loi DADVSI mais alors non assortie de sanctions).

### Responsabilité des propriétaires de bornes Wi-Fi
Cette loi rend responsable les intermédiaires mettant à disposition des accès gratuits à l'Internet. Les accès Wi-Fi gratuits ou payants sont très développés dans les restaurants, les bars, les hôtels, les bibliothèques, les jardins publics, les universités et dans de nombreux autres lieux par l'intermédiaire d'acteurs privés, publics ou associatifs. Cette loi demande la mise en place de moyens techniques pour empêcher l'accès à des œuvres protégées.
Afin de résoudre ce casse-tête technique et juridique, le Conseil général des technologies de l'information a proposé de réunir une autorité chargée de définir une liste blanche des sites accessibles : « Siégeraient au sein d’une telle instance chargée de définir la liste blanche de ces sites : la CNIL, le CSA, l'Hadopi, voire le FDI, l’Acsel ou le GESTE. »
Toutefois, la ministre de la Culture a écarté l'idée des listes blanches, estimant les débits des points d'accès Wi-Fi trop faibles pour être confortables aux téléchargements illégaux.
Les systèmes de partage de connexion par Wi-Fi, tel que FON ou les bornes disponibles sur la box de SFR (mais ces systèmes permettent l'identification de l'internaute par un système d'authentification, ils ne sont donc sans doute pas concernés.
Le FreeWiFi des Freebox ne soulève aucune ambigüité car l'adresse IP publique allouée à la carte Wi-Fi est distincte de celle de l'abonné dont la freebox est utilisée, et le lien avec l'abonné « fautif » peut être fait sans ambigüité ni danger pour celui dont la Freebox a servi de relai.

### Mesures incitatives et pédagogique
Le projet de loi prévoit l'instauration d'un label, attribué par la Hadopi, afin que les internautes puissent repérer les sites de téléchargement légaux.
La loi demande aux enseignants de sensibiliser leurs élèves aux conséquences du téléchargement illicite et inscrit cette information dans le brevet informatique et internet.

### Recours en cas de sanction
Le projet de loi indique que les recours ne sont possibles qu'après une décision de sanction. L'internaute incriminé par un courriel d'avertissement ne disposera que de la date et l'heure de l'infraction supposée. Il « peut adresser, s'il le souhaite, des observations à la commission de protection des droits et obtenir, s'il en formule la demande expresse, des précisions sur le contenu des œuvres ou objets protégés concernés par le manquement qui lui est reproché » et ne pourra la contester avant d'avoir été sanctionné et en aucun cas connaître son accusateur. Il prévoit que les modalités de ces recours, telles que le sursis à exécution de la sanction ou les juridictions compétentes, seront fixées par décret.
Le système électronique et automatisé de la Haute Autorité ne fait pas intervenir de juge en premier lieu. C'est à la charge de l'internaute de prouver son innocence, seulement après avoir encouru les sanctions.
Des collectifs et des politiques dénoncent cette inversion de la charge de la preuve, ainsi que la maîtrise technique indispensable pour se prémunir contre tout risque d'être hors-la-loi.
Atteindre l'objectif, avancé par Christine Albanel, de 1 000 coupures par jour signifie, mathématiquement, n'accorder que 25,20 secondes à chaque décision. L'Hadopi sera chargée de déterminer si la sanction de coupure reste proportionnée. En outre, l’appel ne sera pas suspensif de la sanction.

### Autres dispositions

#### Chronologie des médias
La loi Création et Internet révise la chronologie des médias : elle abaisse de six à quatre mois le délai après lequel une œuvre cinématographique peut faire l'objet d'une édition en vidéo. Elle prévoit des accords entre professionnels pour établir les délais de diffusion à la télévision et par la vidéo à la demande.

#### Exploitation des œuvres des journalistes
Concernant les journalistes de presse écrite, l’article 20 de la loi du 12 juin 2009 prévoit que leurs œuvres peuvent être utilisées par leur titre sur tous les supports (papier, internet, téléphones mobiles, etc.). Pendant une période de référence déterminée par un accord collectif, cette utilisation a pour seule contrepartie le salaire (article L.132-37). Au-delà, une rémunération est due, également déterminée par un accord collectif (article L.132-38).
En dehors du titre de presse, toute utilisation doit faire l’objet d’un accord préalable. Si cette utilisation a lieu au sein d’une « famille cohérente de presse », au sein d’un groupe de presse, un accord collectif doit déterminer ses contours (article L.132-39).
Faute d’accord dans un délai fixé par la loi, la Commission des droits d'auteur des journalistes (CDAJ), qui réunit les syndicats de journalistes et les patrons des médias, sous le régime du paritarisme, a pour mission d'aider les partenaires sociaux à trouver une issue. Présidée par un haut magistrat, elle peut imposer un arbitrage (article L.132-44).

#### Communication d'œuvres numérisées
La loi DADVSI avait autorisé les bibliothèques, centres d'archives et de documentation à numériser des œuvres sous droits à des fins de conservation, mais ces œuvres numérisées ne pouvaient être consultées. La loi Création et Internet en autorise la communication à des fins privées, exclusivement dans les locaux de l'institution et sur des terminaux dédiés.

#### Presse en ligne
La loi définit la notion de « service de presse en ligne » et rend ces services éligibles aux avantages accordés à la presse écrite (exonération de contribution foncière, aides pouvant être attribuées par la Commission paritaire des publications et des agences de presse.

## Opposition
Ce projet de loi, favorisant une vision restrictive de la propriété intellectuelle (cf. brevet logiciel) va dans le sens contraire des revendications des mouvements pour le logiciel libre. Ces mouvements s'opposaient dès 1998 au Digital Millennium Copyright Act aux États-Unis. Ce texte a été retranscrit en Europe sous la forme de la EUCD, puis en France sous la forme de la loi DADVSI. Ce militantisme s'exprime notamment sur le site La Quadrature du net, par des acteurs qui étaient déjà présents sur les sujets précédents (par exemple à travers le site eucd.info).
Dès l'annonce du rapport Olivennes, le 27 mars 2007, le débat était déjà lancé, autour de tous les éléments d'actualité touchant au projet (comme des communiqués traitant des textes en préparation ou votés, des analyses, des arguments et des déclarations des promoteurs ou détracteurs de la loi, etc.).
Côté officiel, également avant la présentation du projet de loi, c'est le Parlement européen qui a été le premier à le critiquer. Ses membres ont en effet voté un amendement au rapport Cult (ou Bono), proposé par les eurodéputés Christofer Fjellner (M) et Michel Rocard (PS) affirmant qu'il fallait « éviter de prendre des mesures qui entrent en contradiction avec les libertés civiques et les droits de l'homme, et avec les principes de proportionnalité, d'efficacité et de dissuasion, telle que l'interruption de l'accès à l'Internet. »
Consultées par la ministre de la Culture, l'Arcep et la Cnil ont émis des avis critiques. Le Conseil d'État, qui aurait demandé au Gouvernement de modifier certaines dispositions, a émis un avis favorable.
Certains parlementaires français et européens prédisent que cette loi impliquerait une course aux armements entre les autorités et les internautes et que l'on doit ainsi s'attendre à une utilisation plus courante des réseaux chiffrés et/ou privés. Ils soulignent aussi que le principe de « label Hadopi », censé être affiché sur les offres légales, qui pourrait être instauré par cette loi entraînerait vraisemblablement une distorsion de la concurrence entre les offres l'ayant reçu et les autres.
Les opérateurs et entrepreneurs de l'Internet sont également sceptiques ou hostiles au projet de loi. Certains s'inquiètent de son coût de mise en œuvre pour le contribuable français. Le 9 février 2009, La Quadrature du Net, collectif créé en opposition à ce projet de loi, a publié un rapport de 42 pages et une synthèse de 2 pages expliquant Hadopi.
Le 19 juin 2008, Jean-Baptiste Soufron et Aziz Ridouan publient une note pour le think tank Terra Nova pour critiquer le projet de loi et dénoncer un texte "coupé de toute réalité".
Le 28 octobre 2008, veille de l'examen de cette loi par le Sénat, Philippe Aigrain (informaticien, chercheur, et ancien chef du secteur technologie du logiciel à la Commission européenne) publie un ouvrage qui propose un moyen technique pour rémunérer les créateurs à partir d'une contribution créative fixe, avec l'intention affichée d'enrichir ce débat avec une alternative concrète au principe de riposte graduée.
S'inspirant des actions menées en Australie et en Nouvelle-Zélande contre des propositions de loi équivalentes, et qui auraient mené au retrait de ces propositions, la Quadrature du Net organise à partir de fin février 2009 un « black-out du net », invitant les détracteurs du projet de loi Hadopi à habiller de noir leurs sites internet, blogs et avatars, et à interpeller leur député à ce sujet.
Le 30 mars 2009, l'association April dénonce la menace qui planerait sur le logiciel libre par une discrimination possible à l'encontre des auteurs, éditeurs et utilisateurs de logiciels libres, ainsi qu'une révision de certains amendements provenant de dispositions de la loi DADVSI.
L'échec du 9 avril 2009 de la majorité, par l’absentéisme des députés de l'UMP durant le vote à l’Assemblée nationale, fait face à une médiatisation importante. Alain Bazot, président de l'UFC Que choisir dénonce le 10 avril l’absence massive des députés de la majorité : « la plupart des opposants au texte, de la majorité, n’étaient pas dans l’hémicycle hier et ont donc participé implicitement à son rejet. Une sorte d’absence complice (…) ». Le 22 avril suivant, Jean-François Copé déclare vouloir la présence à Paris des députés « du mardi matin au jeudi soir », malgré le fait que « nous ne sommes plus au temps du député godillot ». Pour lui, les parlementaires de la majorité doivent suivre la ligne du parti mais il revendique cependant une liberté de débat et d'expression et s'en porte garant.
Ce même jour, Jean-François Copé réagit dans une lettre ouverte : il fustige le coup de théâtre du 9 avril et déclare « Je n'élude pas ma responsabilité dans ce couac ». Puis, il rebondit sur sa volonté de régulation : « Pour moi, la liberté devient la loi de la jungle lorsqu'il n'y a pas de régulation. Sur les marchés financiers comme sur Internet ! » et donne son avis sur différents points du projet de loi.
Le 14 avril 2009, l'UFC Que choisir demande que le second examen du projet de loi s'appuie sur des études d'impact sérieuses faites par une entité indépendante, l'Arcep, afin de définir concrètement les enjeux et les contraintes techniques ou économiques : il y a trop d'« angles morts » dans le dispositif et les questions techniques sont éludées à l'Assemblée nationale.
Le 16 avril 2009, le responsable du pôle innovation Web de TF1 a été licencié en raison son opposition à ce projet de loi,. Il avait informé le 19 février par courriel privé sa députée (Françoise de Panafieu) de son opposition à ce projet de loi. Le ministère de la Culture et de la Communication, dirigé par Christine Albanel, a informé la direction de TF1 de l'opinion de cet employé quant à ce projet de loi.
De nombreux opposants et supporter au texte de loi mettent en cause les députés. Le 27 avril 2009, dans un article de Libération, les députés socialistes responsables du rejet de la LCI du 9 avril s’expliquent dans un communiqué en réponse à une lettre ouverte de producteurs indépendants du cinéma et de la musique et assument leur position politique : « On ne s’excuse pas d’avoir rejeté Hadopi, »
À l'inverse le site et journal Bakchich remet en cause la compétence technique et l'information des députés, mettant en doute leur capacité à légiférer en connaissance de cause sur le sujet.

## Controverses

### Manque de compétence technique des acteurs politiques
Début mars 2009, un conseiller membre du cabinet de Christine Albanel a accusé la Quadrature du Net de « fabriquer des adresses IP », alors qu'il est techniquement impossible de choisir une adresse IP. Le 1er avril 2009, Christine Albanel a affirmé dans une déclaration que le logiciel OpenOffice.org comprend un pare-feu, alors que c'est une suite bureautique.
Le 23 juillet 2009, Frédéric Mitterrand a répondu « la technique, on y reviendra plus tard » alors que le côté technique arrivait dans les débats à l'Assemblée nationale, marquant un certain mépris pour cette question. Le 31 août 2009, Frédéric Mitterrand n'a pas réussi à développer l'acronyme « HADOPI », malgré les mots soufflés par l'animatrice Ariane Massenet.
Les députés ne se sont (globalement) pas plus distingués au niveau des compétences techniques. En plusieurs occasions, le site Bakchich a interrogé les députés leur demandant ce qu'était le pair à pair, obtenant des réponses souvent totalement erronées.

### Promotion de la loi Hadopi sur le Web
Afin d'expliquer sa position concernant ce texte, le site J'aime les artistes, considéré comme un site de propagande[réf. nécessaire], a été mis en place par le ministère. Or, le site en question reste très vague sur l'application de la loi Hadopi. En réaction à ce site, de très nombreux pastiches ont été créés par des internautes et notamment Numérama avec son site j'aime les internautes, mais aussi jaimelesautistes.fr ou encore jaimelesartistes.info.
Durant les premiers jours du site j'aime les artistes, il a été relevé (en affichant les codes source HTML) que ce site était créé en partenariat avec des entreprises de l'audiovisuel et d'Internet parmi lesquelles Canal+, M6, France Télévisions, TF1, Disqueenfrance (SNEP), UPFI, Sacem, SCAM, ARP, USPA, Neuf Cegetel, Numericable, Telecom Italia, et Orange, ainsi que la SACD, producteur selon Numerama, des vidéos.
Par ailleurs, le site a rencontré des difficultés lors de son activité. Le site est devenu indisponible plusieurs fois. Ces difficultés ont empiré après une provocation de la ministre de la Culture : « [les pirates] peuvent toujours attaquer, le site est super blindé. » Le site sera alors massivement attaqué (déni de service), et tombera le soir même. Il rouvrit quelques jours plus tard chez OVH, car son ancien hébergeur Push It Up souhaita s'en séparer en raison de l'impact sur ses services qui aurait gêné les autres sites hébergés par la plateforme.[Qui ?]
Les hackers auraient usé de moyens plus ou moins perfectionnés pour arriver à leur fin. Les moins expérimentés se sont contentés d'ouvrir les pages du site en boucle de manière automatique, et les plus expérimentés ont mis en place des attaques par déni distribué de service,.
Le site officiel de l'HADOPI sera protégé contre les attaques. Le prestataire chargé de le concevoir, réaliser et héberger sera tenu, selon le cahier des charges, à une très haute disponibilité Web, et un certain mutisme en cas de dysfonctionnement. Ceci pour éviter que ces incidents liés à HADOPI soient relayés dans la presse.
Le 1er novembre 2009, le nom de domaine jaimelesartistes.fr n'a pas été renouvelé par le ministère de la Culture et de la Communication, et, racheté par un internaute, redirige alors vers le site jaimelesartistes.info, hostile à la loi.
Si le site a été « volontairement fermé » selon le ministère, les opposants dénoncent de leur côté l'incompétence des services concernés, l'oubli du renouvellement annuel d'un nom de domaine étant considéré comme une erreur de débutant sur l'Internet.

### «L'affaire TF1»
Début mai 2009, le responsable du Pôle innovation Web de TF1, Jérôme Bourreau-Guggenheim, a été licencié après avoir exprimé un avis critique sur ce projet de loi dans un courriel privé à sa députée, Françoise de Panafieu. Son cabinet a ensuite transmis ce courriel au cabinet du ministère de la Culture afin de fournir un exemple d'argumentaire auquel le ministère devrait faire face dans ses échanges avec l'opposition socialiste ou l'opinion publique,. L'attachée parlementaire de Françoise de Panafieu affirma aussi avoir transféré ce courriel pour obtenir des éléments afin de pouvoir lui répondre.
Le courriel est aussitôt transmis à la direction de TF1 (selon Le Canard enchaîné, en accusant l'auteur de la critique de « tirer contre [son] camp » alors que la chaîne est pro-Hadopi). Christophe Tardieu, le directeur de cabinet adjoint de la ministre, responsable de ce dernier transfert a été suspendu pour un mois par Christine Albanel, qui a qualifié cet acte d'« erreur regrettable ». Des députés de l'opposition ont évoqué cet événement à l'Assemblée nationale lors du débat sur la loi et lors des questions au gouvernement, demandant la démission de la ministre.
Le 26 août 2009, Christophe Tardieu est nommé président du conseil d'administration du Centre national de la danse par décret du président de la république Nicolas Sarkozy. En janvier 2010, tourmenté par cette affaire, Christophe Tardieu, déclare qu'il « a décidé de rencontrer Jérôme Bourreau-Guggenheim pour l’aider à retrouver un emploi ».
Le 29 juin 2009 Jérôme Bourreau-Guggenheim porte plainte contre TF1 pour discrimination en raison de ses opinions.
Après plusieurs mois d’instruction, le Procureur de la République du tribunal de Nanterre, Philippe Courroye, a conclu le 6 mai 2010 au classement sans suite de sa plainte.
Le 1er juin 2012, le conseil de prud'hommes de Boulogne-Billancourt condamne TF1 à verser 27 000 € d'indemnités à Jérôme Bourreau-Guggenheim pour « licenciement sans cause réelle et sérieuse », ainsi qu'à 1 200 € de frais de justice. Il ne retient cependant pas « l'atteinte à ses libertés fondamentales », ce que déplore Jérôme Bourreau-Guggenheim, qui considère pourtant sur son compte Twitter que c'est « l'essentiel » : « Condamnation en trompe-l'œil pour TF1, le licenciement à certes été abusif mais il manque l'essentiel l'atteinte aux libertés fondamentales,. »

## Avis pour et contre

### Pour

#### Artistes

##### 52 artistes favorables à la loi, selon le ministère de la Culture
Le ministère de la Culture a plusieurs fois affirmé que les artistes soutenaient le projet de loi, notamment lors de la première lecture du texte à l'assemblée nationale,. Elle se réfère à une liste de 52 artistes en faveur de la loi, qui a par ailleurs été transmise à la presse. Pourtant certains d'entre eux estiment avoir été trompés quant à la nature de leur soutien (Cut Killer estime quant à lui avoir été trompé. Il est, certes, contre le téléchargement illicite, mais aussi contre l'esprit de la loi Hadopi. Il a demandé le retrait de son interview du site de soutien à cette loi).

##### Pétition de10 000 personnesde la Sacem
La Sacem a de son côté mis en ligne une pétition signée par 10 000 auteurs, compositeurs, éditeurs, artistes, producteurs, réalisateurs et acteurs du monde de la musique. Une polémique est apparue autour de cette pétition, présentée par le ministre de la Culture comme étant composée uniquement d'artistes,. Les associations contre cette loi dénoncent qu'une forte proportion des signatures correspondent en réalité à des employés non artistes de sociétés d'auteurs, de maisons de disques ou d'ayants droit (de la SCPP, de la SNEP, de la SPPF, d'EMI Music France, d'Universal, de Warner, et même de la Sacem),,. Elles ont aussi relevé des noms qui semblent faux. Elles s'interrogent aussi sur la pertinence de prendre en compte la signature d'artistes dont les œuvres ne sont pas téléchargées illégalement sur Internet.
De plus certains artistes cités parmi les signataires se sont déclarés défavorables au projet de loi. C'est le cas de Nicola Sirkis, chanteur du groupe Indochine qui affirme n'avoir rien signé et que la position d'Indochine par rapport à ce texte a toujours été très claire, ou de Mademoiselle K, qui figuraient initialement parmi les 10 000 signataires de la pétition de la Sacem.
Dans une réponse au site LePost la Sacem affirme sa bonne foi « On a fait ça de manière honnête. Personne à la Sacem n'aurait signé pour lui. On a vérifié les mails en enlevant ceux qui étaient faux ou ne correspondaient à personne. »
D'autres artistes, tels Massilia Sound System, Cerrone ou Cali, s'opposent ouvertement à ce projet de loi.
Dans une entrevue accordée au site Web du Point, André Manoukian, pourtant signataire, regrette de voir cette loi « tournée contre les internautes, alors que les vrais responsables sont les fournisseurs d'accès à Internet. Ce sont eux, les grands coupables de cette histoire. C'est une hypocrisie formidable ! Cette loi arrive trop tard, elle ne changera pas les choses. La coercition, c'est bien, mais trouver un modèle économique eût été mieux. J'en veux aussi à la gauche d'avoir été démagogique durant ces débats. [..] Cela dit, il y a eu aussi de bons aspects dans le téléchargement. [...] La France avait dix ans de retard sur la culture musicale des jeunes Anglo-Saxons. Ce retard a été rattrapé, et j'y vois l'influence du téléchargement, qui permet aux jeunes de s'inscrire aisément dans une historicité de la musique. »

##### Société des auteurs et compositeurs dramatiques
La Société des auteurs et compositeurs dramatiques (SACD) a communiqué une lettre ouverte favorable au projet signée par 37 cinéastes.

### Contre

#### Artistes
Le 7 avril 2009, une « lettre ouverte aux spectateurs citoyens » défavorable au projet de loi, a été publiée dans Libération. Elle a été signée initialement par treize professionnels du cinéma, réalisateurs, producteurs, et acteurs parmi lesquels figurent notamment Catherine Deneuve, Victoria Abril et Chiara Mastroianni, rejoints par près de 40 grands noms du cinéma français, dont Jeanne Balibar et Jean Douchet,. Autour de cette lettre ouverte un collectif « Création, Public, Internet » s'est organisé afin de proposer un débat sur la création à l'ère d'Internet. En font partie des artistes (Pour le Cinéma, SAMUP, Association des musiciens de jazz, l’APRDAI) et des associations comme UFC-Que choisir, la Quadrature du Net et l'Isoc France.
Le 12 mars 2009, au Royaume-Uni, la Featured Artists’ Coalition qui réunit plus de 140 artistes britanniques, dont Robbie Williams, Annie Lennox, Radiohead, Nick Mason et David Gilmour des Pink Floyd, Peter Gabriel, Mick Jones des Clash, The Verve ou encore Iron Maiden, s'est prononcé contre la criminalisation du partage de fichier et de leurs fans, contre les coupures d'Internet : « En France, la législation est en cours de discussion pour mettre en place une riposte graduée en trois étapes qui pourra couper l'accès des connexions haut débit de ceux qui falsifient les copyright — une mesure à laquelle la FAC est opposée. »
Dans une lettre publiée le 24 avril 2009, le groupe Kassav', producteur indépendant de ses albums, s'adresse au député socialiste Christian Paul et fait part de ses « propos avisés sur la question du piratage » : « Pourquoi réguler Internet est-il inimaginable ? » Puis, le groupe communique entièrement sur le budget d'enregistrement d'un album et pose la question directe : « Où sont les recettes dans votre modèle [de contribution créative] ? » Le député y répond le 27 avril 2009, sur son blog.
Le chanteur et ancien ministre de la Culture du Brésil Gilberto Gil a déclaré le 12 mai 2009 dans le quotidien espagnol El País « Ce sont les libertés dans une société démocratique qui sont en jeu. Ces sanctions pourraient seulement être appliquées dans le cas d'un grand consensus social. [Les limites] doivent être établies après un large débat démocratique ».

#### Producteurs indépendants
Le 30 avril 2009, un regroupement de producteurs indépendants de musique interpellent les députés. Dans une lettre ouverte intitulée : « Hadopi : la création sacrifiée » : « Les Producteurs indépendants de musique (communément appelés « Labels indépendants ») sont aujourd'hui plus de 600 en France et cumulent plus de 3 000 productions par an. Ils sont très souvent de toutes petites structures (Sarl, Scoop, association) comportant de 0 à 5 salariés en moyenne. Pour paraphraser le Syndicat de l'Artisanat, ils sont aujourd'hui la plus grande maison de disques de France, produisant 90 % de créations originales. » Ouvertement contre le téléchargement illicite, ils se montrent néanmoins opposés au projet de loi Hadopi : « La politique de fuite en avant des majors a très largement contribué à la dévalorisation de la musique. Par un discours inique contre le public, désigné comme voleur potentiel avant d'être amateur de musique, les majors ont radicalisé le phénomène, en développant en même temps une politique de prix cassé qui cherche à condamner le physique (moins rentable pour eux que le numérique). Après avoir bradé leur catalogue dans des offres parfois aberrantes (accès à l'ensemble d'un catalogue à volonté pour le détenteur de telle carte bancaire par exemple), les majors adoubent des sites de streaming tel Deezer... »
Les producteurs terminent par une liste de propositions afin d'aider les artistes et la culture.

#### Utilisateurs d'Internet
En avril 2009, selon un sondage Ifop, 60 % des internautes sont contre cette loi, et 69 % la considèrent inefficace,.
Selon ce sondage, 24 % des internautes pratiquent souvent ou de temps en temps le téléchargement. Dans cette tranche (ceux qui ont la compétence technique), 80 % considèrent cette loi inefficace.
Quelle que soit l'appartenance politique, elle est majoritairement jugée inefficace par les sympathisants de tous les bords politiques.

#### Opérateurs de télécommunications
Le 22 avril 2009, l'ETNO « se félicite du ferme soutien du Parlement Européen sur le principe que les fournisseurs de communications électroniques ne devraient pas être invités à prendre des mesures contre le consommateur en dehors d'une ordonnance du Tribunal ».

#### Salles de cinéma indépendantes
L'association de salles de cinéma indépendantes, Indépendants solidaires et fédérés, est contre cette loi, invoquant en plus des mesures qu'elle juge liberticides, celles visant les personnes qui enregistrent sans autorisation les films dans les salles de cinéma.

#### Pétition mise en place par SVM
Une pétition, mise en ligne par le journal informatique SVM, rassemble 56 832 signatures, parmi lesquelles celles de politiciens, d'associations, de chefs d'entreprise, d'artistes et d'experts ou journalistes. Plusieurs collectifs, parmi lesquels l'Association des bibliothécaires de France, l'Aful et l'April ont également soutenu l'initiative.

## Sujets de discordes
Cette section recense les principaux points de discorde au sujet de ce projet de loi.

### Identification par l'adresse IP
Bien que le projet de loi ne prévoie pas la nature des preuves fournies à l'Hadopi, il est, selon les discours prononcés à l'Assemblée nationale ainsi que dans plusieurs interviews de Christine Albanel, probable que celles-ci soient basées sur une identification de l'auteur de l'infraction via une adresse IP. Celle-ci a déjà été mise en œuvre par la SACEM, la Société pour l'administration du droit de reproduction mécanique, la Société civile des producteurs phonographiques (voir Société civile des producteurs associés) et la SCPP, à la suite de l'arrêt du Conseil d'État de 2007 annulant les refus que la CNIL avait adressé à l'égard de ces traitements de données personnelles.
Or, l'utilisation d'une adresse IP pour identifier un accès internet ou un lien avec une personne utilisant cet accès internet est une donnée peu fiable,. Ce problème technique est aussi soulevé par la Cnil lorsque consultée sur la loi Hadopi.
D'après sa conception même, le protocole IP et le routage sur Internet ne vérifient pas l'adresse source,. Ce protocole, mis en place historiquement dans Arpanet, a été conçu dès l'origine pour être routé même en cas de guerre nucléaire et de perte de certains nœuds de communication. Le routage étant décentralisé, cela rend impossible la vérification de la source. Aussi, le CERT déconseille d'utiliser une adresse IP comme une identification d'ordinateur sur Internet, car n'importe quel ordinateur peut usurper l'adresse de n'importe quel autre.
Les travaux de trois chercheurs américains de l'université de Washington ont montré cette spécificité du protocole IP : en utilisant de la rétro-ingénierie sur le logiciel BitTorrent ils ont pu enregistrer des adresses IP d'imprimantes et de routeurs Wi-Fi sur des serveurs de pair à pair, et recevoir des lettres de société traquant les téléchargements illégaux aux États-Unis pour des fichiers non téléchargés,. Selon leurs conclusions, il est facile de faire générer par les outils de surveillance de fausses plaintes et il est relativement simple de reconnaître ces outils.
L'UFC - Que choisir a fait constater devant huissier que l'accès au réseau sans fil d'un voisin était extrêmement facile, en pénétrant un réseau Wi-Fi protégé par chiffrement en WEP. C'est alors l'adresse IP du voisin qui sera relevée par les outils de surveillance. L'utilisation d'une adresse IP (relevée au moment du soupçon d'un délit d'après la loi Hadopi) identifiant à la fois un accès internet mais aussi entre une personne utilisant cet accès internet et l'IP relevé au moment soupçon du dit délit, est une donnée peu fiable.
De manière plus évidente encore, l'adresse IP ne permet pas d'obtenir l'adresse de courriel de son utilisateur. Le fournisseur d'accès à internet est en mesure de fournir le nom et l'adresse postale de ses clients, mais pas leur adresse de courriel. Quand bien même certains clients auraient fourni l'une de leurs adresses au moment de leur inscription, rien ne garantit qu'ils continuent à utiliser celle-ci par la suite. Or, l'action première de la Hadopi est supposée être l'envoi de courriels d'avertissement aux contrevenants. Il est inévitable qu'un grand nombre de citoyens ne recevront de la Hadopi que la lettre recommandée, sans avertissement préalable.

### Présomption de culpabilité
Selon l'article 1315 du code civil, la charge de la preuve est portée sur le demandeur. La loi Hadopi repose sur le droit civil pour appliquer les sanctions de coupure.
Entre la version du 30 octobre 2008 et du 20 avril 2009, l'article L. 331-24 a été modifié à trois endroits pour remplacer « Lorsqu’elle est saisie de faits constituant un manquement à l’obligation définie à l’article L. 336-3 » par « Lorsqu’elle est saisie de faits susceptibles de constituer un manquement à l’obligation définie à l’article L. 336-3 ».
Cette écriture permettra de sanctionner l'internaute sur des soupçons qu'un téléchargement a été fait à partir de sa ligne Internet et non sur des preuves. L'internaute sera obligé d'amener la preuve de l'absence de téléchargement à partir de sa connexion,. Le texte propose par ailleurs l'installation de programmes mouchards pour amener cette preuve.
Cette loi ne condamne pas le téléchargement non autorisé, mais le fait que la ligne Internet ait été utilisée pour un téléchargement non autorisé. La première difficulté est de discerner a priori les contenus ayant été autorisés ou pas par leur ayants droit, ou dans le domaine public. Ensuite cette loi met en place une responsabilité du fait d'autrui,, (ce qui est parfois le cas en droit civil mais interdit en droit pénal). Ainsi le propriétaire est non seulement responsable des agissements des personnes utilisant sa ligne (famille, ami de passage, employés, clients de passage), mais en plus de ceux qui contournent les systèmes de sécurité mis en place. La sécurité informatique est un vaste sujet ; cette loi demande pourtant à chaque abonné d'en devenir un expert.

### Personnalité de la peine pénale
Un des principes de base du droit pénal français est le principe de personnalité de la peine pénale : on ne peut être condamné au pénal pour le fait d'autrui. Ce principe permettait ainsi d'éviter la coupure de l'accès internet, puisque, celle-ci étant une peine pénale, elle ne pouvait être appliquée qu'à condition de prouver que le titulaire de l'accès était bien l'auteur du téléchargement.
Toutefois, le délit de non sécurisation, instauré avec Hadopi condamne, non plus le fait de télécharger mais le fait de ne pas avoir protégé son accès internet, contournant ainsi le principe de personnalité de la peine pénale. Ce point fut reproché au projet de loi au cours des débats.

### Coupure de l'accès Internet
La loi prévoit de couper l'accès à Internet, alors que cet accès a pris beaucoup d'importance. La connexion Internet est utilisée dans un foyer pour de nombreux usages légitimes sans rapport avec la contrefaçon (communication, recherche d'information, vie pratique, recherche de travail, télé-travail, études, documents administratifs, inscription à l'université…). Cette loi instaure un climat de suspicion au sein d'un foyer, où l'activité d'un seul membre pourrait sanctionner tous les membres d'une même famille.
Le projet de loi ne distinguant pas les personnes morales des personnes physiques, une entreprise dont l'activité dépend plus ou moins directement d'Internet sera obligé de les cesser. Le contrôle de l'activité des employés sur internet entraînerait un surcoût économique pour les entreprises, et les outils de filtrage des connexions ne sont pas toujours satisfaisants. Ce contrôle imposé par la loi de l'employeur envers ses employés risque aussi de se transformer en surveillance individualisée, selon la Cnil.
Dans certains cas la coupure Internet impliquera la coupure du téléphone et de la télévision par Internet. Or selon la loi en vigueur, les opérateurs de téléphonie ont l'obligation de fournir un service minimum d'urgence. Les fournisseurs d'accès estiment qu'un délai minimum d'un an à partir de la publication des décrets sera nécessaire pour que toute la France soit équipée convenablement. Or selon le principe d'égalité, tous les contrevenants doivent être sanctionnés de la même manière. Donc aucune coupure ne pourra être prononcée avant que les fournisseurs d'accès ne soient prêts.
La Cnil a exigé des garanties afin de s'assurer que les modalités de mise en œuvre de l'exclusion ne concerne que « des incidents présentant une gravité certaine et prédéterminée ».
La Suède a refusé l'application d'une coupure de l'accès internet, mesure clef de la riposte graduée, jugeant la sanction trop forte. Le 1er août 2012, Aurélie Filippetti, ministre de la culture du gouvernement Ayrault, a également estimé que la coupure de l'accès à Internet était une sanction disproportionnée.
Le 26 mars 2009, le Parlement européen adopte à 481 voix contre 25 et 21 abstentions un rapport du socialiste grec, Stavros Lambrinidis, intitulé Renforcement de la sécurité et des libertés fondamentales sur Internet,. Par une forte majorité, les eurodéputés se prononcent contre toute sanction de privation d'accès à internet : « un tel accès ne devrait pas être refusé comme une sanction par des gouvernements ou des sociétés privées ».

### Aspect pédagogique
La loi adopte une approche que le législateur veut pédagogique, remplaçant les poursuites pénales par des messages d'avertissement pouvant aboutir à la suspension de l'abonnement internet.
Les partisans d'une approche modernisée de la notion de droit d'auteur soulignent au contraire le contre-sens pédagogique d'une approche consistant à criminaliser des comportements considérés comme naturels par toute une génération, comportements selon eux incontournables dans la consommation et la production culturelle numérique au XXIe siècle.
Une volumétrie pouvant atteindre 10 000 courriels par jour et l'efficacité des avertissements sont avancés par le ministère de la Culture pour énoncer qu'un nombre très faible d'internautes verra sa connexion effectivement coupée. Selon la ministre, cette loi aurait donc pour but de « créer un cadre psychologique », ce qu'elle a affirmé au moment du second vote à l'Assemblée.
Un internaute pourra recevoir plusieurs recommandations par courriel avant de recevoir un courrier recommandé (Art. L. 331-26). Les opposants à la loi ont critiqué cette liberté laissée à l'appréciation de la Haute Autorité, la trouvant arbitraire et peu lisible.
Les opposants s'interrogent donc sur l'aspect pédagogique d'une riposte graduée qui n'expose pas avec exactitude les faits reprochés, les messages d'avertissement n'étant pas accompagnés de la description des manquements reprochés. Le destinataire des avertissements devra les exiger de la Haute Autorité pour qu'ils lui soient communiqués. Chaque étape peut aussi être considérée comme une sanction, car elle expose la personne accusée à l'étape suivante en cas de récidive.

### Coût économique

#### Fonctionnement de la HADOPI
Le fonctionnement de la Haute Autorité a coûté 5,3 millions d'euros en 2010 et 12 millions d'euros en 2011 au ministère de la Culture. Les crédits alloués à l'institution devraient cependant être réduits en 2012, Aurélie Filippetti, nouvelle ministre de la Culture, ayant estimé que les budgets précédents étaient trop élevés par rapport au travail et à l'utilité de la Haute Autorité.
Les coûts pour les FAI et leurs clients sont difficilement estimables. Selon différentes estimations, les FAI devront investir entre 60 millions et 100 millions d'euros, de 2009 à 2012 pour adapter leur infrastructure,. Selon la FFT, il se pourrait même que ces coûts soient constitutionnellement à la charge de l'état. En 2017, un décret prévoit les compensations reversées aux FAI pour leur collaboration au projet HADOPI.
À cela, il faut aussi ajouter le coût de la mise en place de filtrages supplémentaires par les entreprises envers leurs employés, et le coût de la mise en place de filtrage et de mise à jour d'une liste blanche pour les accès en borne Wi-Fi.
S’ajoutent aussi les coûts de repérage et de signalement qui seront à la charge des ayants droit (Sacem, SACD…). Ces coûts pourraient empêcher les petits labels d'avoir recours à la Hadopi, réservant de fait le recours à la Hadopi aux majors.
Les gains, quant à eux, ne sont pas garantis, puisqu'aucune étude ne prouve que les personnes s'arrêtant de contrefaire achèteraient pour autant les produits qu'ils auraient eu envie de télécharger gratuitement. Une étude réalisée conjointement par L'UFC-Que choisir et un laboratoire de recherche de l'université Paris-XI sur les habitudes de copiage des Français présente des résultats détaillés sur l'impact quasiment nul de la copie sur les comportements d'achat.
Quand bien même les ventes augmenteraient, les gains pour le fisc français ne sont pas non plus assurés. Le leader du marché, iTunes d'Apple (60 % de part du marché), paie ses taxes au Luxembourg, car en tant que société extra-communautaire, elle y bénéficie d'avantages fiscaux. Bientôt AmazonMP3 s'y installera aussi. Actuellement, iTunes représente un manque à gagner de 5 millions d'euros pour le fisc français.

#### Fonctionnement de la loi complémentaire
La loi complémentaire ajoute l'intervention des juges en plus de la haute autorité.
Le gouvernement ne prévoit plus que 50 000 suspensions, mais elles mobiliseront plus de personnel, puisqu'il faudra en plus 109 fonctionnaires dont 26 magistrats. Le gouvernement prévoit de créer 9 tribunaux spéciaux répartis sur la France. Le coût financier n'a pas été estimé.

### Absence de crise économique du secteur du divertissement
Alors que les majors du disque dénoncent une crise de la musique, le chiffre d'affaires global de la musique (en incluant les concerts) est en augmentation : selon deux études économiques,, le marché mondial de la musique progressera de 4 % de 2007 à 2011. En 2007, la Sacem a atteint un record historique de sa collecte,. Plutôt qu'une crise de la musique c'est donc une crise de l'industrie du disque.
L'industrie cinématographique a battu des records de fréquentation en 2008, que ce soit en France, aux États-Unis ou en Suède par exemple. De même, 2009 est une année record pour l'industrie du cinéma qui va dépasser pour la première fois la barre des 10 milliards de revenu.
L'industrie du jeu vidéo a augmenté son chiffre d'affaires de 22 % en 2008 par rapport à 2007, qui était déjà une année exceptionnelle.
Nombre de chiffres alarmistes répétés par le ministère de la Culture (en particulier 10 000 emplois détruits par la contrefaçon, ou le milliard d'œuvres téléchargées en 2007) sont aujourd'hui fortement contestés ; les opposants au texte s'inquiètent que le fait d'avoir présenté aux députés une situation plus alarmiste que la réalité ait créé une fausse obligation de légiférer, afin de sauver une industrie qui ne serait pas réellement menacée,.

### Crainte d'un contrôle de l'internet

#### Filtrage
D'après le site Web J'aime les artistes du ministère de la Culture, le « filtrage généralisé des réseaux » n'est pas prévu. Pourtant, la loi prévoit bien d'inclure des « expérimentations » dans ce domaine : « [La Hadopi] évalue (…) les expérimentations conduites dans le domaine des technologies de reconnaissance des contenus et de filtrage par les concepteurs de ces technologies, les titulaires de droits sur les œuvres et objets protégés et les personnes dont l’activité est d’offrir un service de communication au public en ligne. »
Dans la version initiale du projet, le mot « filtrage », placé dans un des articles du projet avait été supprimé par le Sénat. Finalement, le texte prévoit que le tribunal de grande instance puisse imposer du filtrage à tout acteur pouvant le faire. La Business Software Alliance s'inquiète de cette disposition. La BSA est un consortium anti-contrefaçon, auquel adhèrent notamment Microsoft, Apple et Dassault. Free refuse d'appliquer du filtrage à ses abonnés, estimant qu'on ne peut décemment demander à la poste d'ouvrir tous les courriers, pour vérifier que personne ne s'envoie des poèmes recopiés d'un livre dans tous les courriers d'amour.

Dans un article du Monde diplomatique l'universitaire André Gunthert, parle du « filtrage de l'internet » : 

« Hadopi vise aussi à préparer le filtrage du Net, l'acronyme évoquant CSA pour l’audiovisuel et la Haute autorité ayant vocation à devenir l’organe de contrôle et de régulation du web. […] Pour surveiller le piratage, Hadopi suppose la mise en place par l’industrie des télécoms de bases de données des connexions des usagers, de procédures et de services dédiés à leur exploitation. […] Grâce à cet outil et à l’élaboration de « listes blanches » expurgées des sites « inappropriés » les services de l’État disposeront de moyens sans précédent de contrôle des échanges en ligne. Il suffira de doter la Haute autorité de pouvoirs accrus pour s’assurer du verrouillage du réseau. »

Dans un texte intitulé Qui contrôlera le futur ?, des auteurs de science-fiction et d'autres personnes qui travaillent autour de ce domaine cosignent une lettre contre la loi Hadopi, : « Cette loi […] nous apparaît surtout comme un cheval de Troie employé pour tenter d'établir un contrôle d'Internet, constituant par là même une menace pour la liberté d'expression dans notre pays ». Et ils mettent en garde contre les dangers que cette loi fait peser sur le « monde de la culture diffusée et partagée sous licence libre ».
Selon Jean-Michel Planche, spécialiste de l'Internet et intervenant au sein de la Commission consultative des réseaux et services de communications électroniques (CCRSCE) consultée pour le projet de loi d'orientation et de programmation pour la performance de la sécurité intérieure (LOPPSI ou LOPPSI 2), il se prépare un « système de filtrage au profit de fins spécifiques, c'est la neutralité du Web qui est menacée » : le filtrage mis en place au niveau des adresses IP ou des DNS sera insuffisant et passera dès lors au niveau des paquets réseaux, le modèle de l'internet qui est au profit de l'utilisateur et un système d'échange décentralisé conçu pour résister à une guerre nucléaire, passerait à un modèle de système centralisé de diffusion de contenus au profit de quelques-uns,.
Pour Rickard Falkvinge, fondateur du parti pirate suédois, Hadopi serait véritablement les prémices d'un contrôle de l'internet en France : dans un entretien accordé à Fluctuat.net, il affirme le risque et la crainte d'un modèle de système centralisé de diffusion de contenus et de la perte de la neutralité du Web,. Dans un autre article, il finit par déclarer : « Vous devez être désormais l'un des pays les plus répressifs au monde sur ce sujet, derrière peut-être la Corée du Nord ou l'Iran.[…]Nous sommes sur un chemin où l'activité de chaque citoyen devient totalement transparente pour les gouvernements. Nous savons où ce chemin mène : à une forme de totalitarisme ».
Lors des débats commencés le 4 mai au soir, Mme le Ministre Albanel a laissé entendre que le filtrage serait fait par des sociétés privées commanditées par les majors, et la majorité a rejeté tous les amendements visant à faire encadrer les tests de filtrages par l'Arcep, suivant l'avis défavorable de la Ministre.
L'article 10 de la loi, devenu l'article L336-2 contient une possibilité d'instaurer le filtrage d'Internet sans grand encadrement.

#### Mouchards
Pour réduire sa peine (coupure d'Internet), un internaute devra accepter qu'un programme espion soit installé sur son ordinateur. Les opposants à la loi imaginent aisément les dérives possibles de ces programmes,.
Ces logiciels de sécurisation contrôleront les données entrantes et sortantes de l'ordinateur. Ils seront obligatoires, payants et non interopérables. Le rapporteur Franck Riester et Christine Albanel ont refusé la gratuité de ces logiciels. Les internautes utilisant un système d'exploitation non compatible avec les logiciels de sécurisation ne seront pas exonérés. Parmi ces systèmes non compatibles, on comptera sans doute Mac OS, GNU/Linux, et d'autres systèmes minoritaires (BSD, Solaris...), ainsi que les vieilles versions de Windows. Cette absence de compatibilité pourrait pousser les internautes condamnés à migrer « de force » vers Microsoft Windows et ainsi bloquer la concurrence. Microsoft aurait alors le monopole des systèmes d'exploitation de ces internautes. Les natures et fonctions précises de ces logiciels ne sont toujours pas connues. Cela pourrait poser de sérieux risques de sécurité à l'ensemble des machines ainsi équipées d'une porte dérobée[réf. nécessaire].
Dans la version présentée le 29 avril 2009, il est question de surveiller toutes les communications électroniques, ce qui inclut aussi les courriels et toutes les autres communications à caractère privé pour un particulier, et relevant du secret industriel ou commercial pour une société.
Dans son avis rendu, le Conseil Constitutionnel a déclaré contraire à la constitution l'imposition de ces logiciels-espions. L'Autorité pourra suggérer aux contrevenants et internautes d'installer un tel logiciel, mais pas le leur imposer.

#### Labellisation
La loi prévoit que les sites « commerciaux légaux » soient mis en avant par les méthodes de recherche sur internet. Les bons sites recevraient un label de l'Hadopi. Les sites ainsi labellisés auraient un avantage jugé anticoncurrentiel par l’Acsel, (l’Association de l’économie numérique), le Geste, (le Groupement des éditeurs de services en ligne) et l’Asic, (l'Association des services Internet communautaires).

#### Surréférencement
Via l'amendement no 50 de Franck Riester, l'Assemblée a adopté un amendement UMP qui prévoit un label officiel Hadopi, et qui veille aussi « à la mise en place » et à « l'actualisation d'un système de référencement de ces mêmes offres par les logiciels permettant de trouver des ressources sur les réseaux de communication électroniques ». Pour lui, « les moteurs de recherche réorientent le plus souvent les internautes, à l’occasion de la saisie de titres de films, vers des sites de téléchargement ou de partage illégaux ». Grâce aux filtres imposés chez les internautes par la future loi, les sites qui respectent les réglementations du CSA seraient labellisés, et les sites qui ne les respecteraient pas seraient bloqués.
Le moteur de recherche Google déclare à propos de ce surréférencement des sites Web : « Ce serait aller loin que de demander aux moteurs de recherche de surréférencer certains sites labellisés, cela constituerait une forme de censure, ».
Le site Web Big Brother Awards a décerné son prix spécial du Jury pour Frédéric Lefebvre, député et porte parole de l’UMP, pour « (...) ses arguments iniques pour soutenir la loi Hadopi ». Son amendement de février 2008 prévoyait de donner au CSA des pouvoirs de contrôle sur les sites de partage de vidéos et d’information et de labelliser les sites qui respectent les réglementations du CSA, et de bloquer les autres sites grâce aux filtres imposés chez les abonnés internet. Cet amendement a été finalement adopté par l'amendement no 50 de Franck Riester,.

#### Modèle économique du disque
Le modèle économique du disque repose sur la matérialité du support dont l'usage est rival (un seul disque ne peut être utilisé que par un foyer à la fois) et quasiment exclusif (accès payant). La fabrication de disques imposent des procédés industriels qui pouvaient être contrôlés. Il s'agit d'une économie de la rareté.
Les innovations technologiques et la numérisation ont cependant permis de rendre le coût de la copie et de la diffusion de l'information extrêmement faible, voire insignifiant, que ce soit en temps ou en argent, et à la portée de tout le monde. Les supports physiques laissent ainsi peu à peu place à des biens immatériels non rivaux et, dans le cas de la contrefaçon sur Internet, non exclusifs pour lesquels les théories économiques n'appliquent pas la même logique. Il s'agit d'une économie de l'abondance,. Serge Soudoplatoff note que « lorsqu’on partage un bien matériel, il se divise. Lorsqu’on partage un bien immatériel, il se multiplie. »
Pour ces raisons, le prix Nobel d'économie Paul Krugman estime que l'argent dans la culture ne peut plus être réalisé dans la vente de disques, mais dans la vente de produits dérivés et de services : « Octet après octet, tout ce qui peut être numérisé sera numérisé, rendant la propriété intellectuelle toujours plus facile à copier et toujours plus difficile à vendre plus cher qu'un prix nominal. Et nous devrons trouver les modèles économiques et les modèles d'affaires qui prennent cette réalité en compte. »
Les principes économiques d'exclusivité ne peuvent être appliquées qu'au début de la diffusion d'une œuvre : c'est le cas des salles de cinéma qui diffusent en exclusivité les nouveaux films avant leur sortie en vidéo, puis leur diffusion à la télévision. Dans la vie d'une œuvre contrefaite, il y a un pic d'abondance, où toute offre payante ne peut concurrencer l'offre illégale. Il y a ensuite une baisse de la disponibilité de l'œuvre couplée à une abondance d'offres non pertinentes où une offre payante peut se développer. Le filtrage est alors le service qui a de la valeur.
Un rapport de 2009 commissionné par le gouvernement néerlandais estime qu'un point de non retour a été atteint en matière de partage de fichiers. L'industrie de la musique doit donc faire preuve d'innovation pour utiliser cet état de fait. Le rapport dit que le durcissement des lois et des actions contre la contefaçon ont toujours eu des effets temporaires.
Plusieurs autres rapports,,, affirment que l'impact du téléchargement illégal ne serait pas nécessairement négatif pour l'industrie du spectacle : une partie des « pirates » ne serait de toute façon pas consommatrice et trouverait d'autres moyens de contourner les protections, une autre partie reporterait leur budget sur les places de concert et les produits dérivés, et les autres continueraient à acheter autant de CD et DVD, le téléchargement leur servant simplement à faire un premier tri et constituant une promotion à coût nul pour l'industrie du disque.

#### Efficacité de la loi en question
Le 26 février 2009, Patrick Waelbroeck, expert scientifique sur la contrefaçon et professeur associé à l’ENST au département Économie et science sociale, déclare que cette loi rendrait la contrefaçon invisible et non mesurable. Le P2P, qui est particulièrement visé par cette loi, ne représente que la troisième méthode d'échange de fichiers sous copyright au sein d’une université française ; la première méthode étant l'échange en face à face, par disque ou clef USB. Dans un proche avenir, il estime que d'autres technologies, comme le Bluetooth, vont supplanter les méthodes existantes.
Pour Frédéric Aidouni, spécialiste des technologies P2P, la loi va « faciliter le piratage sur Internet par le développement de logiciels sécurisés ». Le P2P classique pourrait ainsi laisser place à de nouveaux réseaux entièrement chiffrés (par exemple de type F2F). Bien que déjà existants, de tels réseaux sont aujourd'hui peu fréquentés. La loi pourrait aussi encourager le développement d'Usenet en SSL, ainsi que l'usage d'offres VPN ou de proxy d'anonymat payant. L'usage de systèmes de téléchargement direct (rapidshare, megaupload et autres) ou le passage par le streaming permettraient vraisemblablement aussi de passer entre les « mailles » d'Hadopi.
La loi risquerait de ne sanctionner que les petits contrevenants qui n'ont pas la compétence technique pour échapper aux contrôles. Ainsi, la loi donnera l'illusion d'une efficacité contre la contrefaçon en diminuant la partie visible de la contrefaçon.
Laurent Petitgirard, président de la Sacem, en son nom personnel, doute de l'efficacité de cette loi : « Il était impossible pour la Sacem de ne pas s’associer à une concertation générale visant à sortir d’un système uniquement répressif idiot et inefficace ».
Pour Jacques Attali, économiste et écrivain, cette loi est « une loi absurde et scandaleuse » (dans une tribune publiée le 10 mars 2009). Le 13 mars 2009, le SNEP, Syndicat national de l'édition phonographique, réplique à celui-ci en dénonçant son discours démagogique et « l'arrogance, l'argumentation superficielle et les contre-vérités » ; des réalisateurs de films qualifient le projet de loi comme une « démarche novatrice, respectueuse des libertés individuelles » le même jour.
Le 30 mars 2009, J. Attali déclare que cette loi est vouée à l'échec et il recommande aux artistes de bien faire attention à ce que la mise en place de la licence globale ne soit pas en leur défaveur. Puis, le 27 avril 2009, il propose que des artistes, producteurs, agents, sociétés d'auteurs, tourneurs, consommateurs et fournisseurs d'accès se rencontrent autour d'une table ronde pour réfléchir à dix propositions pour amorcer un débat serein et réfléchi sur les nouvelles technologies (dont la notion de « téléchargement gratuit ») appliquées principalement à la musique, au cinéma et au livre : « le coût de production et de distribution des œuvres artistiques sera sans cesse en baisse ».
Une étude du groupement d'intérêt scientifique M@rsouin conclut, en mars 2010, que la loi est inefficace.

### Opposition aux droits humains
Suivant la Déclaration universelle des droits de l'homme ou plus précisément l'article 19 :
« Tout individu a droit à la liberté d'opinion et d'expression, ce qui implique le droit de ne pas être inquiété pour ses opinions et celui de chercher, de recevoir et de répandre, sans considérations de frontières, les informations et les idées par quelque moyen d'expression que ce soit. »
Le transfert de fichier à but non commercial est donc un droit humain universel car les fichiers sont une source d'informations.

## Effets
La Haute autorité pour la diffusion des œuvres et la protection des droits sur internet envoie ses premiers courriels d’avertissement le 2 octobre 2010, un an après le vote de la seconde loi,.
Selon un sondage de l'entreprise de sondage BVA pour le journal La Tribune paru en novembre 2010, 53 % des internautes français qui téléchargent ou ont téléchargé illégalement ont diminué ou cessé cette pratique depuis le vote de la loi Hadopi.
Selon une étude de l'INSEE de 2016, la loi Hadopi n'a pas eu d'effet sur la fréquentation globale des cinémas mais elle semble avoir augmenté de 9% les entrées des films américains.